# Halil Sultan
Halil Sultan (čagatajsko خلیل سلطان) je bil timuridski vladar Transoksanije, ki je vladal od 18. februarja 1405 do leta 1409, * 1384, † 4. november 1411, Raj, Timuridsko cesarstvo.

## Življenje
Bil  je sin Timurlenkovega sina Miran Šaha in Timurjev ljubljenec. Na vojnem pohodu v Indijo se je zelo izkazal in bil zato leta 1402  nagrajen z vladavino v Ferganski dolini v sedanjem vzhodnem Uzbekistanu. Po Timurjevi smrti leta 1405 se je štel za njegovega naslednika, vendar je Timur za svojega naslednika imenoval Pira Mohameda. Halil tega ni priznal in sam prevzel  oblast v Samarkandu, se polastil Timurjeve zakladnice in privzel naslov čagatajskega kana, ki ga je dobil Timur od Džingiskanovih potomcev, da bi legitimiral svojo oblast. Na svojo stran je dobil Sultana Huseina, ki je že pred tem kot Timurjev vnuk zase zahteval timuridski prestol.
Medtem se je tudi Šahruh Mirza, ki je vladal v Heratu, odločil, da bo posegel v borbo za prestol. Z vojsko je prodiral proti reki Oxus, ko sta Halilov oče Miran Šah in brat Abu Bakr Ibn Miran Šah iz Azerbajdžana krenila na pomoč Halilu, pa se je vrnil. Halilov položaj je kljub temu začel slabeti. V Samarkandu ni bil priljubljen. Plemstvo ga je zaničevalo zaradi njegove žene Šad Mulk, ki je imela velik vpliv nanj in ga je prepričala, naj na visoke položaje imenuje ljudi nizkega stanu na račun plemstva. Lakota je povzročila, da so ga  še bolj prezirali, zato se je odločil, da se bo s svojim nekdanjim mentorjem Hudaidadom Huseinom  vrnil v Fergansko dolino. Huseina je poslal v Mogulistan, v katerem so vladali vzhodni čagatajski kani, da bi dobil njihovo podporo.  Perzijski zgodovinar Hvandamir trdi, da je Husein namesto tega sprožil državljansko vojno proti Halilu, ga aretiral in ga skupaj z njegovim ozemljem izročil vzhodnemu čagatajskemu kanu Šamsu Džahanu. Kan je   Hudaidada Huseina zaradi izdaje usmrtil  in Halilu vrnil njegovo kraljestvo.
Halilova vladavina v Samarkandu se je končala, ko je Šahruh Mirza 13. maja 1409 brez odpora vkorakal v mesto. Oblast v Transoksaniji je prevzel Mirzov sin Ulug Beg. Halil se je odloči, da se bo vdal Šahruhu Mirzi, ki je aretiral njegovo ženo Šad Mulk. Ženo so mu vrnili in ga imenovali za guvernerja Raja, kjer je leta 1411 umrl. Žena je kmalu po njegovi smrti naredila samomor.

## Vir
- Roemer, H. R. The Successors of Timur. The Cambridge History of Iran. Volume 6: The Timurid and Safavid Periods. Urednik Peter Jackson. New York: Cambridge University Press, 1986. ISBN 0-521-20094-6.

| Halil Sultan Timuridska dinastijaRojen: 1384 Umrl: 4. november 1411 |                                           |                         |
| Vladarski nazivi                                                    |                                           |                         |
| Predhodnik: Timurlenk                                               | Sultan Timuridskega cesarstva 1405 – 1409 | Naslednik: Šahruh Mirza |